# Åke Olivestedt
Åke Olivestedt (* 4. Juni 1924 in Svartsö; † 28. Juni 1998 ebenda) war ein schwedischer Radrennfahrer und nationaler Meister im Radsport.

## Sportliche Laufbahn
Olivestedt war Teilnehmer der Olympischen Sommerspiele 1948 in London. Im olympischen Straßenrennen kam er beim Sieg von José Beyaert auf dem 24. Rang im Ziel ein. Die schwedische Mannschaft wurde mit ihm und Harry Snell, Olle Wänlund sowie Nils Johansson in der Mannschaftswertung auf dem 5. Rang klassiert.
1946 gewann er die nationale Meisterschaft im Einzelzeitfahren. Mehrfach gewann er den Meistertitel in der Mannschaftswertung des Zeitfahrens mit seinem Verein. Olivestedt startete für den Verein „Fredrikshof IF“.